# 克雷格·西巴尔德
克雷格·西巴尔德（英語：Craig Sibbald；1995年5月18日—）是一位蘇格蘭足球運動員，在場上的位置是中場。他現在效力於蘇格蘭足球超級聯賽球隊邓迪联。他也代表蘇格蘭U16和U17參賽。

## 球會生涯

### 法尔科克
西巴尔德在2011/12年蘇格蘭挑戰盃對布里金城足球會的賽事首次代表法尔科克上場，以2-1取勝。2011年8月6日聯賽對拉夫流浪的比賽，他首次在聯賽上場。
2014年7月3日，他與球會續約至2017年。在卢顿試訓後未能獲得一紙合約，於是他2017年8月11日與球會續約多一年。

### 利文斯顿
2018年5月30日，他與即將晉級至蘇格蘭足球超級聯賽的利文斯顿簽約加盟至2018年。

### 邓迪联
2022年7月，西巴尔德轉投邓迪联並簽約兩年。

## 國家隊生涯
西巴尔德在2010至2011年曾代表蘇格蘭U16上場比賽。2011年8月17日，他被蘇格蘭U17徵召參加2011年國際青年圖圖盃（International Youth Toto Cup）。在2012年他代表蘇格蘭U17上場2次。

## 榮譽

### 球會
法尔科克
- 蘇格蘭挑戰盃：2011–12[10]